# 宇宙の騎士テッカマンXross-ナイツオブリベリオン
『宇宙の騎士テッカマンXross-ナイツオブリベリオン』（うちゅうのきしテッカマンクロス ナイツオブリベリオン）は、タツノコプロのアニメ「宇宙の騎士テッカマン」の100年後の世界を題材にしたソーシャルゲームである。
新たなストーリーと世界観でソーシャルゲーム化されMobageで配信された。

## キャラクター
100年後のキャラクター（『宇宙の騎士テッカマン』のキャラクターの子孫たち）とは別に過去や未来が関連したイベントでは、『宇宙の騎士テッカマン』および『宇宙の騎士テッカマンブレード』のキャラクターも登場する。

### イベントに登場するテッカマン
- 南 城二/テッカマン
- 相羽 タカヤ/テッカマンブレード
- ユミ・フランソワ/テッカマンイーベル